# Magabe
Magabe is een bestuurslaag in het regentschap Tapanuli Selatan van de provincie Noord-Sumatra, Indonesië. Magabe telt 1564 inwoners (volkstelling 2010).